# Willy Schneider (Sänger)

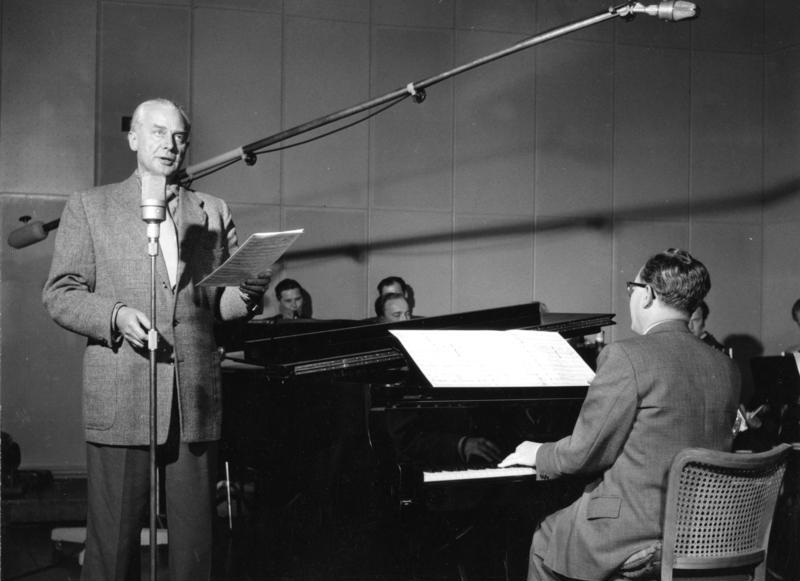
Willy Schneider (links) und Hans Bund mit seinem Orchester während einer Probe im NWDR-Rundfunkstudio (Februar 1954)

Willy Schneider (* 5. September 1905 in Köln; † 12. Januar 1989 ebenda) war ein deutscher Volks- und Schlagersänger mit der Stimmlage Bassbariton. Zu seinen erfolgreichsten Liedern gehören Schütt’ die Sorgen in ein Gläschen Wein und Man müßte nochmal zwanzig sein.

## Leben
Willy Schneider war ein Sohn von Joseph und Bertha Schneider, geboren in Köln-Ehrenfeld. Sein älterer Bruder Josef Schneider wurde Opernsänger in Breslau; dessen Sohn Dietmar Schneider Fotograf und Kulturmanager in Köln.
Nach dem Besuch der Volks- und Mittelschule ging Willy Schneider ab 1921 in der elterlichen Metzgerei in die Lehre. Als der Vater im Jahr 1927 starb, führte der Sohn den Metzgerei-Betrieb weiter. Ab 1928 besuchte er die Praktische Fleischer-Schule Köln, wo er am 28. Februar 1929 die Diplom-Prüfung zur Herstellung feiner Fleisch- und Wurstwaren mit Auszeichnung bestand.
Seine ersten Erfahrungen als Sänger machte er in einem Kirchenchor. Am 24. Januar 1930 fand er als Bassist unter 354 Bewerbern Aufnahme in den Kammerchor des Reichssenders Köln, dem er bis 1937 angehörte. Seine Stimmausbildung als Bariton erhielt er bei den Kölner Kantoren Hermann Fleischmann und Clemens Glettenberg. Er war regelmäßiger Gast in der Radiosendung Der frohe Samstagnachmittag aus Köln, die von Ende 1934 bis Ende 1939 fast ununterbrochen ausgestrahlt wurde. Hierdurch wurde er so bekannt, dass er 1935 seine erste Schallplatte mit dem Titel Schwalbenlied (Mutterl unter’m Dach ist ein Nesterl gebaut) veröffentlichte, die mit 300.000 verkauften Tonträgern zu einem großen kommerziellen Erfolg wurde. Es folgte die Single Das Grab auf der Heide (1935). Danach trat er auch als Sänger von Soldatenliedern hervor, wie Soldatenständchen, Tapfere kleine Soldatenfrau und Wovon kann der Landser denn schon träumen. Schneider stand 1944 in der Gottbegnadeten-Liste des Reichsministeriums für Volksaufklärung und Propaganda.
Sowohl während des Zweiten Weltkrieges als auch mit zunehmendem Erfolg in der Nachkriegszeit sang Schneider Volkslieder und Schlager. Im Bereich der Operette entstanden viele Aufnahmen mit dem Dirigenten Franz Marszalek.
Besonders erfolgreich war er auch mit eher nachdenklichen Karnevalsliedern. 1947 übernahm er anlässlich des 700-jährigen Domjubiläums den von August Schnorrenberg (1889–1973) komponierten Titel Am Dom zo Kölle, zo Kölle am Rhing. Am 18. November 1947 heiratete Schneider die aus Köln stammende Hanny Osslender (1915–1996). Noch Ende 1947 konnte er seine Rundfunkkarriere beim NWDR in Köln erfolgreich wiederaufnehmen. Seine große Popularität beruhte auch auf zahlreichen Fernsehauftritten, u. a. war er regelmäßig Gast in der HR-Sendung Zum Blauen Bock und präsentierte als Gastgeber in der Rolle des Kellermeisters neben Margit Schramm als Wirtin die Samstagabend-Show des Westdeutschen Rundfunks (WDR) Die fröhliche Weinrunde. Er erhielt den Beinamen „Der Sänger von Rhein und Wein“. Seine erfolgreichsten Schallplatten erschienen 1952 und 1953, nämlich Schütt’ die Sorgen in ein Gläschen Wein und Man müßte nochmal zwanzig sein. 1960 erhielt er als erster Sänger Deutschlands für 6 Millionen verkaufter „Lieder vom Rhein“ eine Goldene Schallplatte. Im Alter von 82 Jahren nahm er seinen letzten Titel Geschenkte Jahre (1988) auf, eine Hommage an seine Ehefrau. Insgesamt nahm er rund 800 Schallplatten auf, die mit ca. 18 Millionen Exemplaren weltweit verkauft wurden.

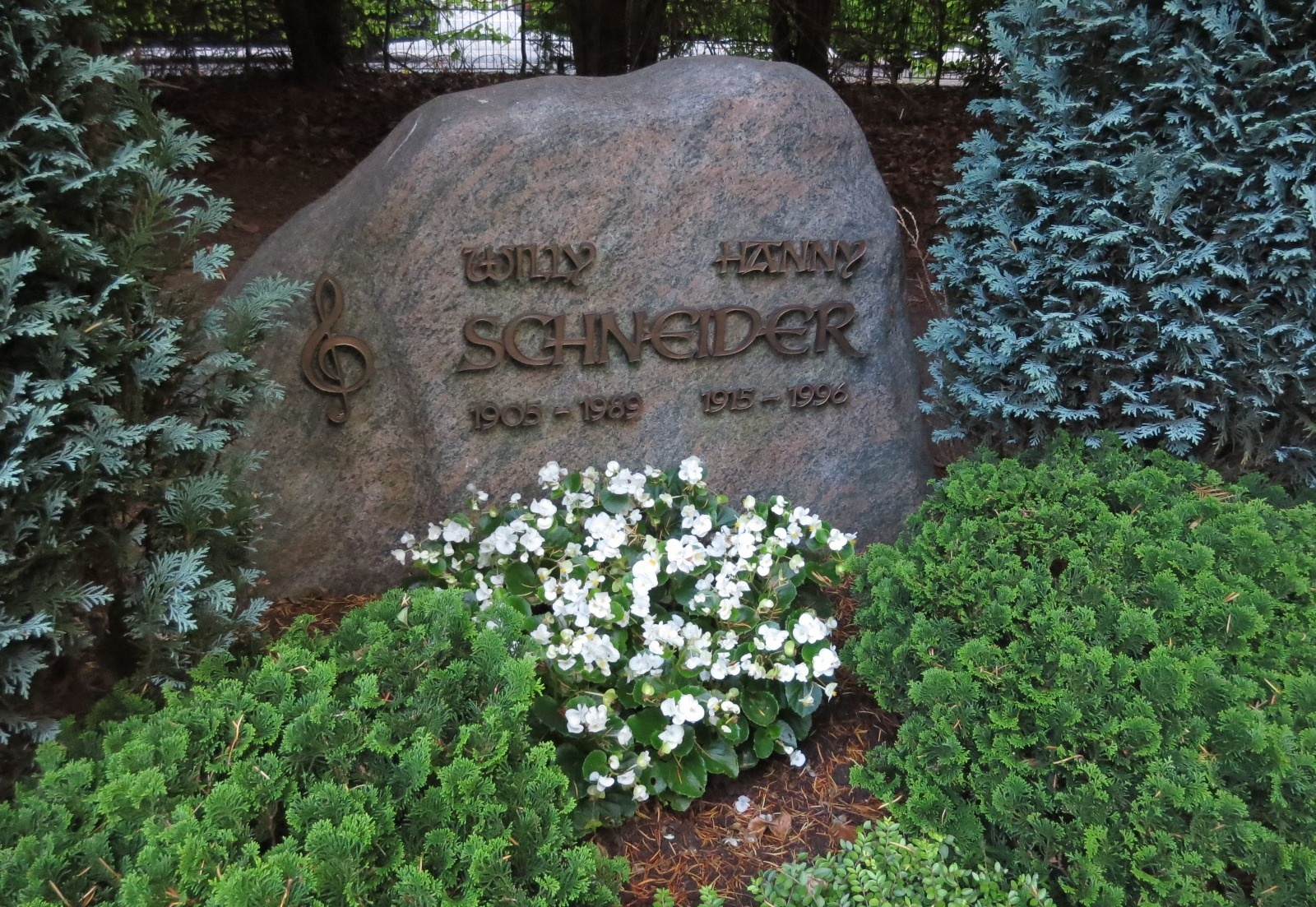
Schneiders Grab auf dem Friedhof in Köln-Junkersdorf

Er trat auch in zahlreichen Kinofilmen auf, so in Zwischen gestern und morgen (Premiere am 11. Dezember 1947), Wenn abends die Heide träumt (19. Dezember 1952) oder Südliche Nächte (8. September 1953). Im Film Kirschen in Nachbars Garten (1956) ist er mit dem Lied Anka Marianka zu hören.
Eng verbunden war er Zeit Lebens mit dem Komponisten und Pianisten Leo Kowalski. Ihre fruchtbringende Zusammenarbeit begann bereits 1935, als sie zusammen beim Reichssender Köln, einem Vorläufer des WDR, den Titel Gerda Marie – nichts ist so süss – so goldig wie sie gemeinsam produzierten.
Willy Schneider starb am 12. Januar 1989 und wurde auf dem Friedhof in Köln-Junkersdorf (Flur 4) beigesetzt. In Köln-Junkersdorf wurde eine nach seinem Tod angelegte Straße als Willy-Schneider-Weg benannt; das Fahrgastschiff Willy Schneider trägt seit 1987 seinen Namen.

## Auszeichnungen
- Willi-Ostermann-Medaille
- 1973: Verdienstkreuz 1. Klasse der Bundesrepublik Deutschland[8]

Willy Schneider: Man müßte nochmal zwanzig sein (Juni 1953)

- 1975: Deutscher Weinkulturpreis
- 1983: Hermann-Löns-Medaille

## Bekannte Titel
- 1937: Auf der Heide blüh’n die letzten Rosen
- 1937: Das kannst Du nicht ahnen / Kornblumenblau
- 1938: Grün ist die Heide
- 1938/1939: Blaue Donau, Grüner Rhein
- 1939: Gute Nacht, Mutter
- 1940: Herzliebchen mein unter’m Rebendach
- 1942: Heimat, deine Sterne
- 1942: Landser-Lied / Liebe Mutter weine nicht
- 1948: Heimweh nach Virginia
- 1949: Heimweh nach Köln
- 1949: Am Zuckerhut (mit Danielle Marc und René Carol)
- 1950: Kleine Kellnerin aus Heidelberg
- 1951: Einmal am Rhein
- 1951: Wenn das Wasser im Rhein gold’ner Wein wär / Schütt’ die Sorgen in ein Gläschen Wein
- 1953: Man müßte nochmal zwanzig sein / Du brauchst nur verliebt zu sein
- 1956: Bergisches Heimatlied
- 1957: Oh, Mosella / Die roten Teufel im roten Wein
- 1958: Heimweh nach Köln / Och wat wor dat fröher schön doch en Colonia
- 1968: An der Weser / Der Rattenfänger
- 1973: Alle Tage ist kein Sonntag